# آلفردا جرالد
آلفردا جرالد (انگلیسی: Alfreda Gerald) یک خواننده زن اهل آمریکا است. وی در آلبوم احترام یانی به عنوان خواننده حضور داشته است.